# التصنيفات الدولية لتشيلي
تتضمن المقالة التالية التصنيفات الدولية لتشيلي .

## تصنيفات عامة
| الناشر                                                 | المؤشر                                                                                       | الإجمال           | أمريكا اللاتينية الترتيب | عدد الدول المشمولة | % الترتيب | التاريخ |
| ------------------------------------------------------ | -------------------------------------------------------------------------------------------- | ----------------- | ------------------------ | ------------------ | --------- | ------- |
| فريدم هاوس                                             | الحرية في العالم 2014                                                                        | دولة حرة          | —                        | 195                | —         | 2014/01 |
| SOPAC/برنامج الأمم المتحدة للبيئة                      | 2005 مؤشر الضعف البيئي                                                                       | ضعيفة             | —                        | 235                | —         | 2005/05 |
| مؤسسة التراث/وول ستريت جورنال                          | قالب:Unfit مؤشر الحرية الاقتصادية                                                            | 7 (حرة بمعظمها)   | 1                        | 178                | 4         | 2014/01 |
| معهد فريزر                                             | الحرية الاقتصادية في العالم - تصنيف 2013                                                     | 11 ▼              | 1                        | 152                | 7 ▼       | 2013/09 |
| جامعة ييل/جامعة كولومبيا                               | مؤشر الأداء البيئي 2010                                                                      | 16 ▲              | 4                        | 163                | 10        | 2010/01 |
| شبكة السياسة الدولية                                   | مؤشر الجودة المؤسسية                                                                         | 21 ▲              | 1                        | 194                | 11        | 2011/06 |
| الشفافية الدولية                                       | 2013 مؤشر مدركات الفساد                                                                      | 22 ▼              | 2 ▼                      | 175                | 13 ▼      | 2013/12 |
| مؤسسة الاقتصاد الجديد                                  | 2012 مؤشر السعادة العالمي                                                                    | 19                | 11                       | 151                | 13        | 2012/06 |
| المنتدى الاقتصادي العالمي                              | مؤشر تمكين التجارة، 2010                                                                     | 18 ▲              | 1                        | 125                | 14        | 2010/05 |
| صندوق السلام                                           | مؤشر الدول الهشة 2013                                                                        | 27 ▼ (152)        | 2 (19)                   | 178                | 15 ▼      | 2013/07 |
| فوربس                                                  | أفضل البلدان للأعمال 2013                                                                    | 22 ▼              | 1                        | 145                | 15 ▼      | 2013/12 |
| منظمة الصحة العالمية                                   | تقرير الصحة العالمي 2000 - أداء النظام الصحي                                                 | 33                | 2                        | 191                | 17        | 2000/06 |
| وحدة استخبارات الإكونوميست                             | تصنيفات بيئة الأعمال                                                                         | 15 ▲              | 1                        | 82                 | 18        | 2009/05 |
| معهد الاقتصاد والسلام/وحدة استخبارات الإكونوميست       | مؤشر السلام العالمي، 2013                                                                    | 31 ▼              | 2 ▼                      | 162                | 19 ▼      | 2013/06 |
| وحدة استخبارات الإكونوميست                             | مؤشر الديمقراطية، 2014                                                                       | 32                | 3                        | 167                | 19        | 2015/01 |
| الأمم المتحدة                                          | مؤشر تطور الحكومة الإلكترونية 2012 نسخة محفوظة 2012-03-23 على موقع واي باك مشين.             | 39 ▼              | 1 ▲                      | 190                | 21        | 2012/03 |
| البنك الدولي                                           | مؤشر أداء الخدمات اللوجستية                                                                  | 32                | 1                        | 150                | 21        | 2007/11 |
| البنك الدولي                                           | أداء الأعمال - مؤشر سهولة ممارسة الأعمال، 2012                                               | 39 ▲              | 1 ▲                      | 183                | 21 ▲      | 2011/10 |
| برنامج الأمم المتحدة الإنمائي                          | تقرير التنمية البشرية - مؤشر التنمية البشرية 2013                                            | 40 ▲              | 1                        | 187                | 21 ▲      | 2013/03 |
| أمريكيون من أجل الإصلاح الضريبي                        | أمريكيون من أجل الإصلاح الضريبي 2011                                                         | 28 ▲              | 1                        | 129                | 21        | 2011/03 |
| المنتدى الاقتصادي العالمي                              | تقرير التنافسية العالمي، 2011-2012                                                           | 31 ▼              | 1                        | 142                | 22        | 2011/09 |
| AccountAbility                                         | مؤشر التنافسية المسؤولة 2007                                                                 | 24                | 1                        | 108                | 22        | 2007/07 |
| غرانت ثورتون                                           | مؤشر الديناميكية العالمية 2012                                                               | 12                | 1                        | 50                 | 24        | 2012/09 |
| معهد ليجاتوم                                           | 2013 مؤشر ليجاتوم للازدهار                                                                   | 35 ▼              | 3 ▼                      | 142                | 25 ▲      | 2013/10 |
| مؤسسة مساعدة الجمعيات الخيرية                          | مؤشر العطاء العالمي، 2010                                                                    | 39                | 3                        | 153                | 25        | 2010/09 |
| أنقذوا الأطفال                                         | 2014 تقرير حالة الأمهات حول العالم الخاص بمنظمة أنقذوا الأطفال                               | 47 ▲              | 4 ▲                      | 178 ▲              | 26 ▲      | 2014/05 |
| البنك الدولي                                           | Where is the Wealth of Nations? (2005) - Total wealth per capita                             | 32                | 4                        | 118                | 27        | 2005/09 |
| المنتدى الاقتصادي العالمي                              | المعلومات الشاملة - التقرير التكنولوجي لعام 2012 مؤشر جاهزية الشبكة                          | 39                | 2 ▼                      | 142                | 27 ▲      | 2012/04 |
| المنظمة العالمية للملكية الفكرية                       | مؤشر الابتكار العالمي، 2024                                                                  | 51                | 2                        | 133                | —         | 2024    |
| KOF Swiss Economic Institute                           | مؤشر العولمة 2008                                                                            | 34                | 1                        | 122                | 28        | 2008/01 |
| ذي إيكونوميست                                          | العالم عام 2005 - معيار جودة المعيشة، 2005                                                   | 31                | 1                        | 111                | 28        | 2004/11 |
| يونسكو                                                 | تقرير الرصد العالمي للتعليم للجميع 2008 - مؤشر تنمية التعليم للجميع                          | 37                | 3                        | 129                | 29        | 2007/11 |
| جامعة ييل/جامعة كولومبيا                               | 2005 مؤشر الأداء البيئي                                                                      | 42                | 9                        | 146                | 29        | 2005/01 |
| نيوزويك                                                | أفضل دول العالم نسخة محفوظة 2016-05-27 على موقع واي باك مشين.                                | 30                | 1                        | 100                | 30        | 2010/08 |
| مؤسسة المجتمع المستدام                                 | مؤشرالمجتمع المستدام 2010                                                                    | 46 ▼              | 5 ▼                      | 151                | 30        | 2011/02 |
| برنامج الأمم المتحدة الإنمائي                          | تقرير التنمية البشرية - قائمة الدول حسب مؤشر التنمية البشرية المعدل وفقا لعدم المساواة 2013  | 41 ▲              | 1 ▲                      | 132                | 31 ▲      | 2013/03 |
| مراسلون بلا حدود                                       | مؤشر حرية الصحافة 2014                                                                       | 58 ▲              | 6                        | 180                | 32 ▲      | 2014/02 |
| فريدم هاوس                                             | حرية الصحافة 2013                                                                            | 64 (حرية جزئية) ▲ | 3                        | 197                | 32 ▲      | 2013/05 |
| الاتحاد الدولي للاتصالات                               | مؤشر تنمية تكنولوجيا المعلومات والاتصالات 2008 نسخة محفوظة 2011-09-04 على موقع واي باك مشين. | 54 ▼              | 3 ▼                      | 159                | 34        | 2010/02 |
| المنتدى الاقتصادي العالمي                              | مؤشر تنافسية السفر والسياحة 2011                                                             | 57                | 6                        | 139                | 41        | 2011/03 |
| فيديكس                                                 | The Power of Access - 2006 Access Index                                                      | 32                | 1                        | 75                 | 43        | 2006/05 |
| وحدة استخبارات الإكونوميست/معهد آي بي إم لقيمة الأعمال | جاهزية إلكترونية 2010                                                                        | 30                | 1                        | 70                 | 43        | 2010/06 |
| جامعة براون                                            | الدراسة السنوية السابعة للحكومة الإلكترونية العالمية (2007)                                  | 85 ▼              | 8                        | 198                | 43        | 2007/07 |
| وحدة استخبارات الإكونوميست/تحالف برمجيات الأعمال       | مؤشر تنافسية صناعة تكنولوجيا المعلومات 2008                                                  | 30 ▲              | 1                        | 66                 | 45        | 2008/09 |
| Walk Free Foundation                                   | مؤشر الرق العالمي 2013                                                                       | 74 (89)           | 11 (10)                  | 162                | 46        | 2013/10 |
| المنتدى الاقتصادي العالمي                              | مؤشر التنمية المالية 2012                                                                    | 29 ▲              | 1 ▲                      | 62                 | 47 ▲      | 2012/10 |
| IMD International                                      | مؤشر القدرة التنافسية العالمية 2012                                                          | 28 ▼              | 1                        | 59                 | 47        | 2012/05 |
| برنامج الأمم المتحدة الإنمائي                          | تقرير التنمية البشرية - مؤشر الإنجاز التكنولوجي 2001                                         | 37                | 4                        | 72                 | 51        | 2001/07 |
| A.T. Kearney/فورين بوليسي                              | مؤشر العولمة 2007                                                                            | 43 ▼              | 2                        | 72                 | 60        | 2007/12 |
| المنتدى الاقتصادي العالمي                              | مؤشر الفجوة العالمية بين الجنسين 2013                                                        | 91 ▼              | 17 ▼                     | 136                | 67 ▼      | 2013/10 |
| Anholt-GfK Roper                                       | 2011 تصنيف الأمم                                                                             | 39                | 4                        | 50                 | 78        | 2011/11 |

### المدن
- قائمة GaWC للمدن العالمية، 2008: سانتياغو دي تشيلي هي مدينة عالمية مصنفة من فئة ألفا.

### التصنيفات الاقتصادية
- صندوق النقد الدولي: الناتج المحلي الإجمالي (الاسمي) للفرد 2007، المرتبة 52 من بين 182 دولة
- صندوق النقد الدولي: الناتج المحلي الإجمالي (الاسمي) 2007، المرتبة 43 من بين 179 دولة

## التصنيفات العسكرية
- كتاب حقائق العالم : التمويل العسكري ، المرتبة 28 من بين 169 دولة
- مركز الدراسات الاستراتيجية والدولية : القوات النشطة ، المرتبة 50 من بين 165 دولة

## التصنيفات الاجتماعية
- عدد السكان في المرتبة 60 من بين 221 دولة

## التصنيفات التكنولوجية
- كتاب حقائق العالم : عدد مستخدمي الإنترنت ، المرتبة 32 من بين 192 دولة

## روابط خارجية
- ملف الدولة في بي بي سي نيوز
- كتاب حقائق العالم الصادر عن وكالة المخابرات المركزية